# Trahison d'État
Pour plus de détails, voir Fiche technique et Distribution.
Trahison d'État (Backstabbing for Beginners) est un thriller politique canado-dano-américain coécrit et réalisé par Per Fly, sorti en 2018.

## Synopsis
Jeune homme idéaliste, Michael Sullivan décroche l'emploi de ses rêves : il devient coordinateur de l'opération Pétrole contre nourriture, un programme visant à satisfaire les besoins humanitaires du peuple irakien après la guerre du Golfe. Mais Sullivan découvre que derrière cette opération humanitaire se cache une conspiration au plus haut niveau. L'Irak attise la convoitise de bon nombre d'agents du gouvernement américain et de pays étrangers. Après avoir mené une enquête secrète, l'apprenti fonctionnaire comprend que ses soupçons étaient bien fondés et qu'une importante affaire de corruption est en train de prendre forme. Mais il s'aperçoit que son propre chef est lui-même impliqué dans ce scandale comme de nombreux responsables politiques. Sullivan n'a pas d'autre choix que de devenir un lanceur d'alerte qui, en révélant les faits, met en danger sa vie et la carrière de son mentor.
L'Affaire Pétrole contre nourriture débute.

## Fiche technique
- Titre original : Backstabbing for Beginners
- Titre français : Trahison d'État
- Réalisation : Per Fly
- Scénario : Daniel Pyne et Per Fly, d'après l'ouvrage Backstabbing for Beginners: My Crash Course in International Diplomacy de Michael Soussan
- Montage : Morten Giese
- Musique : Todor Kobakov
- Photographie : Brendan Stacey
- Production : Lars Knudsen, Nikolaj Vibe Michelsen, Jay Van Hoy et Malene Blenkov
- Sociétés de production : Creative Alliance, Eyeworks Scandi Fiction, Hoylake Capital, Parts and Labor, Scythia Films et Waterstone Entertainment
- Sociétés de distribution : A24 et DirecTV Cinema
- Pays d'origine :  États-Unis,  Danemark et  Canada
- Langue originale : anglais
- Format : couleur
- Genre : thriller politique
- Durée : 90 minutes
- Dates de sortie : 
  - Danemark : 18 janvier 2018
  - États-Unis : 27 avril 2018
  - France : 10 septembre 2018 (DVD)

## Distribution
- Theo James (VQ : Jean-François Beaupré): Michael Sullivan
- Ben Kingsley (VQ : Jacques Lavallée) : Pasha
- Jacqueline Bisset : Christina Dupre
- David Dencik : Rasnetsov
- Belçim Bilgin (VQ : Véronique Marchand) : Nashim
- Rachel Wilson : Lily
- Rossif Sutherland (VQ : lui-même) : Trevor
- Shauna MacDonald : un reporter
- Daniela Lavender : Ruth
- Aidan Devine (VQ : Frédéric Desager) : Justin Cutter
- Peshang Rad : Hassan
- Hattie Kragten : Kate

 Source et légende : version québécoise (VQ) sur Doublage.qc.ca